# ليرجيت 35
ليرجيت 35 وليرجيت 36 (بالإنجليزية: Learjet 35)‏، هي سلسلة من الطائرات الأمريكية النفاثة، متعددة الأدوار، تستخدم كطائرات رجال الأعمال وطائرات نقل عسكرية. أنتجت في 1973 بالولايات المتحدة. من صناعة ليرجيت. كان أول طيران لها في 22 أغسطس 1973. صنع منها 738 طائرة. ويعرف الطراز الذي يستخدم من قبل القوات الجوية الأمريكية بالتسمية (C-21A).